# 閭東
閭東（1506年—？年），字啓明，四川成都府內江縣人，明朝政治人物。

## 生平
由縣學生中式四川鄉試第五十四名舉人，嘉靖二十三年（1544年）甲辰科会试第三百六名，第三甲第三十二名進士，授河南新蔡縣知縣，嘉靖二十七年（1548年）十一月选授浙江道試監察御史。二十八年六月實授。三十二年巡按南直隶，三十三年七月提调北直隶学校。復除河南道御史，三十九年四月升南京大理寺右寺丞，四十年九月升南京都察院右佥都御史、提督操江。

## 家族
曾祖閭澄清，祖閭宗器，父閭光，母王氏。慈侍下，妻潘氏，繼妻馬氏；弟元；亨；仁；永 。